# Paige Matthews
Paige Matthews je fiktivni lik Wb-ove televizijske serije Čarobnice, a glumi ju Rose McGowan. Rođena je 2. kolovoza 1977. kao 4 dijete Patricije Halliwell, vještica koja živi u San Franciscu. Za razliku od prve tri kćeri koje je Patty imala sa svojim mužem Victorom Bennettom, Paigein otac je Pattyn Whitelighter Sam Wilder. Victor je ostavio Paige i njenu djecu bez da je ikada i saznao za Paige. 2. kolovoza 1977. Patty i Sam su ostavili novorođenu Paige časnoj sestri u lokalnoj crkvi iz straha da će se za njihovu zabranjenu vezu otkriti. Jedino što su zatražili je da njeno ime počinje sa slovom P kao svih žena u toj obitelji. Djevojčicu su nazvali Paige, a posvojila ju je obitelj Matthews. 

## Životopis
Kao tinejdžerica Paige je bila buntovna i sklona razuzdanim provodima i nepoštivanju roditelja. Jednog dana su njih troje imali automobilsku nesreću, a njeni roditelji su poginuli dok se ona nesvijesno teleportirala iz auta.
To ju je strašno pogodilo te se odlučila popraviti postajući bolja osoba i odlična učenica. Nakon studija se zaposlila kao socijalna radnica. 
Kada je nakon iscrpne potrage saznala da je njeno pravo podrijetlo iz obitelji Halliwell, Paige se još nije usudila prići sestrama znajući da je njihova majka mrtva. Nakon Prueine smrti Paige je osjetila snažnu potrebu da prisustvuje pogrebu gdje je upoznala Phoebe koja je pomoću vizije shvatila Paigeino pravo podrijetlo.

## Život kao Čarobnica
Nakon pogreba Paige je napao demon Shax (demon koji je ubio Prue). Phoebe koja je to predvidjela u viziji i Cole koji je došao za njom su vidjeli kako se Paige nesvijesno teleportira. Nakon što su otjerali Shaxa, Phoebe i Cole su odveli Paige Piper gdje su njih tri odlučile izgovoriti čaroliju koja će im pomoći da opet ožive Moć Trojke koja se ugasila nakon Prueine smrti. Shax ih je opet napao pokušavajući to spriječiti, no Paige je izgovorila čaroliju koja ga je uništila. Uplašena svojim novootkrivenim moćima Paige je pobjegla nespremna prihvatiti novi život.
Nadajući se da će ju učiniti zlom prije nego što se ujedini sa sestrama, Izvor je zaposjeo njenog dečka Shanea da ju nagovori da sa svojim moćima ubije čovjeka lažno optuženog za zločin. Paige je posjetila crkvu u kojoj je ostavljena kao dijete, a Piper i Phoebe su joj se približile govoreći joj da ima iste moći kao Prue te da može pomicati predmete umom. Skeptična Paige je pokušala pomaknuti svijeću rukom, ali nije uspjela. Dok je govorila kako očito nije jedna od njih ako ne može pomaknuti svijeću umom, svijeća joj se stvorila u ruci. Kasnije je shvatila kako može umom prizvati predmete, ali samo ako izgovori predmet koji želi prizvati. Potaknuta zlim Izvorom Paige je zamalo ubila čovjeka no sestre su ju spriječile, a Izvor je pokušao ubiti Colea. Nakon borbe s Izvorom i spašavanjem Colea, Paige je shvatila da joj je mjesto uz sestre.
Paige je inače prva osoba poznata na strani dobra koja ima moć telekinetičke orbitacije, te prva vještica / Whitelighter, što joj daje moći iscjeljivanja, teleportiranja i intuicije Wightelightera.

## Poslovni život
Paige radi kao socijalna radnica,a na to se odlučila jer je uvijek željela posao gdje može pomagati ljudima, osjećajući kao da se tako iskupljuje zbog svoje zlobe prema roditeljima koji su ju posvojili. Bila je sretna svojim novim moćima jer tako može još lakše pomagati ljudima.

## Profil
Paige je inteligentna i plemenita osoba koja je oduvijek znala da će jednog dana pomagati ljudima, a njene moći (telekinetička orbitacija, teleportacija, iscjeljivanje i predosjećaji) su joj pomogli u tome. Ona je rođena kao plod tajne ljubavi između njene majke, vještice Patty Halliwell i njenog Whitelightera Sama Wildera. Ostavljena je u crkvi kao novorođenče, a posvojili su je ljudi koji su kasnije poginuli u prometnoj nesreći iz koje se ona izvukla kad je i ne znajući upotrijebila svoje moći teleportacije. Iako je pomalo nagla i tvrdoglava Paige jako ozbiljno shvaća svoju zadaću kao Čarobnica i jedina je sestra koja se ne želi odreći svojih moći i nije zabrinuta za svoj privatni život. 